# Zokkondition / Lucky★Star
Singles de Ai Ōtsuka
Bye Bye
(2009) I ♥ ×××
(2010)
Zokkondition / Lucky★Star (ゾッ婚ディション/Lucky★Star) est le 20esingle de Ai Ōtsuka sorti sous le label Avex Trax le 7 avril 2010 au Japon. Il atteint la 6e place du classement de l'Oricon. Il se vend à 11 980 exemplaires la première semaine, et reste classé pendant 5 semaines, pour un total de 15 817 exemplaires vendus. Zokkondition et Lucky★Star se trouvent sur l'album Love Fantastic.
Zokkondition a été utilisé comme campagne publicitaire pour Suratto; Lucky★Star a été utilisé comme thème musical pour les Jeux Olympiques d'Hiver 2010 à Vancouver.

## Liste des titres
| 1. | Zokkondition (ゾッ婚ディション)                | 4:06 |
| 2. | Lucky★Star                                     | 4:26 |
| 3. | Zokkondition (instrumental) (ゾッ婚ディション) | 4:06 |
| 4. | Lucky★Star (instrumental)                      | 4:26 |

| 1. | Zokkondition (ゾッ婚ディション) |  |
| 2. | Lucky★Star                      |  |

### Interprétations à la télévision
- Music Station (19 février 2010)
- Music Station (2 avril 2010)
- Music Japan (4 avril 2010)
- CDTV (17 avril 2010)
- Music Lovers Live 2010 (6 juin 2010)
- MTV Zushi Fes'10 (13 août 2010)
- J-Wave Live 2010 (15 août 2010)